# Bhisho
Bhisho je grad u Južnoafričkoj Republici središte provincije Eastern Cape. Provincijsko zakonodastvo i mnoga druga vladina tijela imaju središte u gradu. Na jeziku Xhosa Bhisho je riječ za bivola, te rijeke koga protječe kroz grad.

## Zemljopis
Bhisho se nalazi u jugoistočnome dijelu države, sjeverno od bivšeg glavnog grada King William's Towna.

## Demografija
U gradu živi 6.206 stanovnika, dok u distriktu Buffalo City živi 701.873 stanovnika. Većina stanovništva su crnci kojih ima 85%, obojeni kojih ima 8,5% stanovništva te ostali sa 6%.

## Vanjske poveznice
- Distrikt Buffalo City